# رينيه أولستيد
رينيه أولستيد (بالإنجليزية: Renee Olstead)‏ (ولد في 18 يونيو 1989) ممثلة ومغنية أمريكية.

## روابط خارجية
- رينيه أولستيد على موقع IMDb (الإنجليزية)
- رينيه أولستيد على موقع ألو سيني (الفرنسية)
- رينيه أولستيد على موقع ميوزك برينز (الإنجليزية)
- رينيه أولستيد على موقع أول موفي (الإنجليزية)
- رينيه أولستيد على موقع قاعدة بيانات الأفلام السويدية (السويدية)
- رينيه أولستيد على موقع إن إن دي بي (الإنجليزية)
- رينيه أولستيد على موقع ديسكوغز (الإنجليزية)
- رينيه أولستيد على موقع قاعدة بيانات الفيلم (الإنجليزية)
- رينيه أولستيد على موقع كينوبويسك (الروسية)